# Šílenci z Manhattanu
Šílenci z Manhattanu (v anglickém originále Mad Men) jsou americký dramatický seriál, který vytvořil a produkoval Matthew Weiner. Seriál se ve Spojených státech vysílal v neděli večer na americké kabelové stanici AMC a produkovala ho společnost Lionsgate Television. První díl se poprvé na televizních obrazovkách objevil dne 19. července 2007. Seriál měl celkem sedm sérií a poslední epizoda se vysílala v neděli 17. května 2015.
Seriál se odehrává v šedesátých letech v prostředí fiktivní reklamní agentury Sterling Cooper na Madison Avenue v New Yorku a později v nově vytvořené firmě Sterling Cooper Draper Pryce. Hlavní postavou seriálu je Don Draper (Jon Hamm), kreativní ředitel ve Sterling Cooper a zakládající partner ve Sterling Cooper Draper Pryce, a také lidé v jeho životě, jak v kanceláři, tak i mimo ní. Děj se soustředí jak na činnost agentury, tak i na osobní život postav. Jako takový, pravidelně líčí měnící se nálady a sociální poměry v šedesátých letech v Americe.
Seriál získal ohlas u kritiků, zvláště za svou historickou autentičnost, vizuální styl, kostýmy, herce, scénář a režii, a vyhrál mnoho cen, včetně patnácti cen Emmy a čtyř Zlatých glóbů. Stal se prvním a jediným seriálem vysílaným na kabelové televizi, který vyhrál cenu Emmy čtyřikrát za sebou v kategorii vynikající dramatický seriál, za první čtyři série v letech 2008, 2009, 2010 a 2011.
V České republice je seriál vysílán v původním znění s titulky na stanici ČT art. První epizoda, s názvem „Zrak ti zastřel kouř“, měla na této stanici premiéru dne 5. ledna 2016.

## Postavy aobsazení

### Hlavní postavy
- Don Draper (Jon Hamm): Kreativní ředitel a nejmladší spolumajitel reklamní agentury Sterling Cooper a od čtvrté řady seriálu i partner společnosti Sterling Cooper Draper Pryce. Je hlavní postavou celého seriálu. Často a rád pije a kouří. Má temnou minulost a v odvětví inzerce a reklamy dosahuje velkých úspěchů.

- Peggy Olson (Elisabeth Mossová): Do firmy přijde jako Draperova sekretářka, ale za čas se z ní stává textařka s vlastní kanceláří.

- Pete Campbell (Vincent Kartheiser): Mladý, ambiciózní manažer ze staré newyorské rodiny s rozsáhlými kontakty a výsadním zázemím.

- Betty Draper (za svobodna Hofstadt, později Francis) (January Jones): Manželka Dona Drapera a matka jejich tří dětí Sally, Bobbyho a Eugena Scotta. Nevěry svého manžela snáší špatně a později se s ním rozvede.

- Joan Holloway (později Harris) (Christina Hendricks): Vedoucí kanceláře a hlavní sekretářka ve společnosti Sterling Cooper.

- Roger Sterling (John Slattery): Jeden ze dvou starších majitelů Sterling Cooper. Jednu dobu je i mentorem Dona Drapera. Jeho otec tuto firmu založil s Bertramem Cooperem, od té doby je jeho jméno před Cooperovým v názvu celé firmy. Obraz v Cooperově kanceláři ukazuje Rogera jako dítě vedle dospívajícího Coopera.

- Lane Pryce (Jared Harris): vedlejší postava ve třetí sérii a jedna z hlavních postav ve čtvrté a páté sérii: Britský finanční úředník, který je uvedeno do nové britské mateřské společnosti Sterling Cooper.

- Bertram „Bert“ Cooper (Robert Morse): vedlejší postava v první a druhé sérii, jedna z hlavních postav od třetí do sedmé série: Poněkud excentrický nejstarší majitel Sterling Cooper. Nečekaně zemře při sledování televize, když Apollo 11 přistane na Měsíci.

### Vedlejší postavy
| Aaron Staton                                                    | Kenneth „Ken“ Cosgrove            |
| Rich Sommer                                                     | Harold „Harry“ Crane              |
| Kiernan Shipka                                                  | Sally Beth Draper                 |
| Jessica Paré                                                    | Megan Draper (za svobodna Calvet) |
| Christopher Stanley                                             | Henry Francis                     |
| Jay R. Ferguson                                                 | Stan Rizzo                        |
| Bryan Batt                                                      | Salvatore „Sal“ Romano            |
| Michael Gladis                                                  | Paul Kinsey                       |
| Maggie Siff                                                     | Rachel Katz (za svobodna Menken)  |
| Kevin Rahm                                                      | Ted Chaough                       |
| Ben Feldman                                                     | Michael Ginsberg                  |
| Maxwell Huckabee, Aaron Hart, Jared Gilmore a Mason Vale Cotton | Robert „Bobby“ Draper             |

## Řady adíly
| Řada | Díly | Premiéra v USA    | Premiéra v USA    | Vydání DVD a Blu-ray         | Premiéra v ČR     | Premiéra v ČR      |
| Řada | Díly | První díl         | Poslední díl      | Vydání DVD a Blu-ray         | První díl         | Poslední díl       |
| ---- | ---- | ----------------- | ----------------- | ---------------------------- | ----------------- | ------------------ |
| 1    | 13   | 19. července 2007 | 18. října 2007    | 30. června 2008 (R2)         | 5. ledna 2016     | 12. dubna 2016     |
| 2    | 13   | 27. července 2008 | 26. října 2008    | 13. července 2009 (R2)       | 19. dubna 2016    | 12. července 2016  |
| 3    | 13   | 16. srpna 2009    | 8. listopadu 2009 | 23. března 2010 (R1)         | 19. července 2016 | 11. října 2016     |
| 4    | 13   | 25. července 2010 | 17. října 2010    | 28. března 2011 (R2)         | 18. října 2016    | 24. ledna 2017     |
| 5    | 13   | 25. března 2012   | 10. června 2012   | 16. října 2012 (R1)          | 31. ledna 2017    | 16. května 2017    |
| 6    | 13   | 7. dubna 2013     | 23. června 2013   | 4. listopadu 2013 (R2)       | 23. května 2017   | 15. srpna 2017     |
| 7    | 7+7  | 13. dubna 2014    | 17. května 2015   | 21. října 2014 (R1, 1. část) | 22. srpna 2017    | 28. listopadu 2017 |

## Ocenění
Šílenci z Manhattanu je držitelem řady nominací a ocenění od různých organizací, včetně Amerického filmového institutu, cen Emmy a kreativních cen Emmy z akademie televizních umění a věd, cenu Peabody Award od rady žurnalistiky a masové komunikace, ceny Satellite Award od mezinárodní tiskové akademie a ceny britské akademie televizních cen (BAFTA) od Britské akademie filmového a televizního umění. Četné nominace a ocenění také získal od společností jako Art Directors Guild, Casting Society of America, Cinema Audio Society, Costume Designers Guild, Directors Guild of America, Motion Picture Sound Editors, Producers Guild of America, Screen Actors Guild, Television Critics Association a Writers Guild of America.
Mezi nejvýraznější úspěchu seriály patří, to, že čtyřikrát po sobě vyhrál cenu Emmy v kategorii nejlepší dramatický seriál, za každou ze svých prvních čtyř sezón; jeho čtvrtá výhra je remízou v rekordu pro dramatické seriály, společně se seriály Poldové z Hill Street (1981–1984), Právo v Los Angeles (1987, 1989–1991) a Západní křídlo (2000–2003). V roce 2012 seriál vytvořil rekord pro nejvíce nominací na cenu Emmy, a to sedmnáct, ale žádnou z nich neproměnil.

## Mezinárodní vysílání
| Stát                    | Televizní kanál                           |
| ----------------------- | ----------------------------------------- |
| Argentina               | HBO Latinská Amerika                      |
| Austrálie               | Movie Extra, SBS One                      |
| Bělorusko               | Belarus-1                                 |
| Belgie                  | Acht, 2BE, RTBF                           |
| Bolívie                 | HBO Latinská Amerika                      |
| Brazílie                | HBO Latinská Amerika, SBT                 |
| Bulharsko               | Nova Television                           |
| Dánsko                  | TV3 Puls                                  |
| Dominikánská republika  | HBO Latinská Amerika                      |
| Ekvádor                 | HBO Latinská Amerika                      |
| Estonsko                | Kanal 11                                  |
| Filipíny                | Jack TV Studio 23                         |
| Finsko                  | Nelonen                                   |
| Francie                 | Canal+                                    |
| Guatemala               | HBO Latinská Amerika                      |
| Honduras                | HBO Latinská Amerika                      |
| Hongkong                | STAR World                                |
| Chile                   | HBO Latinská Amerika                      |
| Chorvatsko              | HRT                                       |
| Island                  | Stöð 2                                    |
| Indie                   | Zee Café, FX Asia                         |
| Indonésie               | FX                                        |
| Irsko                   | RTÉ Two (2007-) Sky Atlantic (2012–)      |
| Izrael                  | HOT3                                      |
| Itálie                  | Cult FX Rai 4                             |
| Japonsko                | WOWOW                                     |
| Kanada                  | AMC, Télé-Québec                          |
| Kazachstán              | Channel One                               |
| Keňa                    | Kenya Television Network                  |
| Kolumbie                | HBO Latinská Amerika                      |
| Kostarika               | HBO Latinská Amerika                      |
| Kypr                    | LTV                                       |
| Litva                   | Lrytas                                    |
| Lotyšsko                | TV3, Fox Life                             |
| Maďarsko                | m1, m²                                    |
| Malajsie                | FX                                        |
| Mexiko                  | HBO Latinská Amerika, Once TV             |
| Německo                 | FOX Channel, ZDFneo                       |
| Nizozemsko              | NPO 2                                     |
| Nový Zéland             | SoHo                                      |
| Nikaragua               | HBO Latinská Amerika                      |
| Norsko                  | TVNorge                                   |
| Pákistán                | STAR World                                |
| Panama                  | HBO Latinská Amerika                      |
| Paraguay                | HBO Latinská Amerika                      |
| Peru                    | HBO Latinská Amerika                      |
| Polsko                  | TVN, FOXlife, TVP Kultura                 |
| Portugalsko             | RTP2, FOX life                            |
| Portoriko               | AMC                                       |
| Rakousko                | Fox, ZDFneo                               |
| Rumunsko                | TVR1, Prima TV                            |
| Rusko                   | Channel One, FOX life                     |
| Řecko                   | Star Channel                              |
| Salvador                | HBO Latinská Amerika                      |
| Saúdská Arábie          | MBC4 Orbit Showtime                       |
| Severní Makedonie       | Alfa TV                                   |
| Singapur                | FX                                        |
| Slovinsko               | RTV SLO                                   |
| Spojené arabské emiráty | OSN First                                 |
| Spojené království      | BBC Four (2008–2011) Sky Atlantic (2012–) |
| Spojené státy americké  | AMC                                       |
| Srbsko                  | Fox Life                                  |
| Španělsko               | Fox, Canal+                               |
| Švédsko                 | Kanal 5                                   |
| Švýcarsko               | SF 1 TSR1                                 |
| Tchaj-wan               | STAR World                                |
| Thajsko                 | STAR World                                |
| Turecko                 | CNBC-e                                    |
| Ukrajina                | Mega                                      |
| Uruguay                 | HBO Latinská Amerika                      |
| Venezuela               | HBO Latinská Amerika                      |